# وزارة الخزانة (اليابان)
وزارة الخزانة (大蔵省 Ōkura-shō) كان قسمًا سابقًا بمثابة وزارة ضمن الحكومة اليابانية في القرن الثامن للبلاط الإمبراطوري في كيوتو، تم تأسيسه في فترة أسوكا بينما تم إضفاء الطابع الرسمي عليه خلال فترة هيان. تم استبدال الوزارة في فترة ميجي.

## ملخص
تم تعديل طبيعة الوزارة استجابة للأزمنة المتغيرة. ويشمل نطاق عمل الوزارة على سبيل المثال لا الحصر:
- إدارة الحسابات العامة[2]
- الإشراف على تحصيل الضرائب وتقديم القرابين للإمبراطور[2]
- تنظيم الأوزان والمقاييس[2]
- السيطرة على تقلبات أسعار السلع[2]
- تنظيم ورقابة سك النقود الذهبية والفضية والنحاسية والحديدية[2]
- صيانة قوائم الحرفيين العاملين في الأنشطة المتعلقة بالعملة المعدنية[2]
- تنظيم الأنشطة في صناعة أدوات الطلاء والنسيج وأنواع الصناعات الأخرى[2]

## التاريخ
تطورت واجبات ومسؤوليات الوزارة مع مرور الوقت. تم تأسيسها كجزء من إصلاحات تايكا وقوانين ريتسوريو. ومنذ عام 1885، تم تفسير Ōkura-shō على أنها إشارة إلى وزارة المالية.

## ملحوظات
1. ↑  Kawakami, Karl Kiyoshi. (1903). The Political Ideas of the Modern Japan, pp. 36-38. في كتب جوجل
2. 1 2 3 4 5 6 7  Kawakami, p. 38 n2, في كتب جوجل citing Ito Hirobumi, Commentaries on the Japanese Constitution, p. 87 (1889).
3. ↑  Ministry of the Treasury, Sheffield. نسخة محفوظة 2019-07-12 على موقع واي باك مشين.
4. ↑  Nussbaum, Louis Frédéric et al. (2005). "Ōkura-shō" in Japan Encyclopedia, p. 749. في كتب جوجل